# Дейв Ломбардо
Дейв Ломбардо (англ. Dave Lombardo) — народився 16 лютого 1965 року в Гавані, Куба. Відомий метал-барабанщик, який найбільше прославився своєю роботою з групою Slayer, разом з якою записав сім студійних альбомів. В складі групи тричі номінувався на премію Греммі і двічі ставав переможцем у номінації Найкраще метал виконання (Best Metal Performance). У 2007 році з піснею "Eyes of the Insane" і у 2008 році з піснею "Final Six".

## Дитинство
У Дейва є два старших брата і старша сестра. Після Кубинської революції батьки Дейва відправили синів за операцією "Пітер Пен" (Operation Peter Pan)  у США (на той час Дейв ще не народився), а вони самі і донька, стали чекати на дозвіл уряду виїхати з країни. У 1965 році народився Дейв і у 1967 з батьками і сестрою також відбув до США.
Перші музичні кроки зробив у 8 років. У шкільній групі він грав на барабанах і дуже вдало відтворював партію бонго в пісні Карлоса Сантани "Everybody's Everything". Через 2 роки, бачачи успіхи сина, батько купив йому ударну установку.
Малий Дейв брав уроки гри на барабанах, але не довго. За тиждень постійного повторення одного і того ж він не побачив прогресу і закинув навчання.
В той же час він став ді-джеєм на дискотеці. Але батьки заборонили йому бо додому він повертався аж під ранок.
У 1978 Дейв перейшов до Pius X High School і там на конкурсі талантів зірвав шквал овацій. Наступного дня він став відомий у школі як Дейв-барабанщик. Це надало йому натхнення для дальшого заняття музикою. Тоді ж він створив групу Escape.
У 1979 році Дейв перейшов у South Gate High School. До його групи приєднався вокаліст і якийсь час вона виступала під назвою Sabotage.
В цей час Дейв повністю поринув у музику і закинув інші справи. Батьки переконали Дейва залишити групу і закінчити школу.

## Кар'єра
У 1981 році Дейв познайомився з Кері Кінгом. Згодом вони почали грати в гаражі Ломбардо. Через якийсь час до них приєднався Джеф Ханнеман, а пізніше Том Арая. Так утворилась група Slayer. У колективі Ломбардо грав з 1981-1986, 1987-1992, 2001-2013.
Також був учасником груп: Grip Inc., Fantômas, Testament та інші.
Дейв Ломбардо знаходиться під сильним впливом творчості Led Zeppelin та KISS. Ломбардо відомий як агресивний та інноваційний барабанщик. Він був названий «хрещеним батьком подвійної бас-бочки» журналом Drummer World. Багато сучасних барабанщиків, які грають метал, називають Дейва музикантом, який найбільше вплинув на них.